# Christine Scheiblich
Christine Scheiblich, född den 31 december 1954 i Wilsdruff i Östtyskland, är en östtysk roddare.
Hon tog OS-guld i singelsculler i samband med de olympiska roddtävlingarna 1976 i Montréal.